# Hypsibioidea
Hypsibioidea làm một liên họ của ngành Tardigrada, trong bộ Parachaela và lớp Eutardigrada.

## Các họ[2]
- Hypsibioidea
  - Calohypsibiidae
  - Hypsibiidae
  - Microhypsibiidae
  - Ramazzottiidae